# Hansen (Wisconsin)
Hansen – miasto w Stanach Zjednoczonych, w stanie Wisconsin, w hrabstwie Wood.